# 詹姆斯·弗兰克
詹姆斯·弗兰克（德語：James Franck，德語發音：[ˈdʒɛɪ̯ms ˈfʁaŋk] ⓘ；1882年8月26日—1964年5月21日），德国物理学家，1925年度诺贝尔物理学奖获得者，美国芝加哥大学物理学教授。

## 人物生平

### 早年
詹姆斯·弗兰克于1882年8月26日出生于德国汉堡的一个犹太家庭，是银行家雅各布·弗兰克的第二个孩子和长子。他有一个姐姐保娜 (Paula) 和一个弟弟罗伯特·伯纳德。他的父亲是一个虔诚的人，而他的母亲则来自一个拉比家族。弗兰克在汉堡上学。
汉堡当时没有大学，因此有希望的学生必须上德国其他地方的22所大学之一。为了学习法律和经济学，弗兰克于1901年进入海德堡大学 。他参加了关于法律的讲座，但对科学的兴趣却大得多。
论文完成后，弗兰克必须履行他的延期服兵役。 1906年10月1日，他被召集，并加入了电报部队。他在12月因一次轻微的骑马事故而住院。他于1907年在法兰克福担任助理，但并不喜欢这种工作，不久便返回弗雷德里克·威廉大学。在音乐会上，弗兰克遇到了瑞典钢琴家英格丽·约瑟夫森。 他们于1907年12月23日在哥德堡举行的瑞典仪式上结婚。他们有两个女儿，达格（生于1909年）和伊丽莎白（生于1912年）。
在德国从事学术工作，拥有博士学位是不够的。需要通过另一篇主要论文或通过发表大量的著作来实现。法兰克选择了后者。当时物理学中有许多未解决的问题，到1914年，他发表了34篇文章。

### 德国
弗兰克于1906年在柏林大学获得博士学位并留校任教至1918年。1914年同古斯塔夫·赫兹进行了著名的弗兰克-赫兹实验，证明了原子的量子性。
第一次世界大战结束后，弗兰克被授予一级铁十字勋章并成为德皇威廉学院物理部门的负责人。1926年，弗兰克因在1912年至1914年间进行的研究成果而与古斯塔夫·路德维希·赫兹共同获得1925年度的诺贝尔物理学奖。这些研究成果中包括证实玻尔模型正确的弗兰克-赫兹实验。
1920年，弗兰克成为格丁根大学第二实验物理学院院长。在此期间，弗兰克与理论物理学院院长马克斯·玻恩共同研究量子物理学。

### 美国
1933年，纳粹党执政后，弗兰克离开德国前往美国继续其研究。他最初是在巴尔的摩的约翰斯·霍普金斯大学，一年后他又去了丹麦和芝加哥。就在那个时候，弗兰克加入了第二次世界大战中的曼哈顿计划。他还成为芝加哥大学冶金实验室化学部门的负责人。
弗兰克还是关于原子弹的政治与社会问题委员会的主席，成员包括J. J. 尼克森、格伦·西奥多·西博格和利奥·西拉德等。委员会于1945年6月11日出台了著名的关于原子弹军事应用问题的《弗兰克报告》。
当第二次世界大战中德国入侵丹麦时，匈牙利化学家乔治·德海韦西将马克斯·冯·劳厄和弗兰克的诺贝尔奖章用王水溶解掉，以防止纳粹德国将奖章掠走。他将溶解后的溶液放在尼尔斯·玻尔研究所实验室的架子上。战后，德海韦西回到实验室将溶液中的金沉淀出来，诺贝尔学会将其重新铸造成奖章。

## 逝世情况
1964年5月21日，弗兰克因突发心脏病于德国哥廷根逝世，享年81岁。他被葬于美国芝加哥。芝加哥大学的詹姆斯·弗兰克研究所就是为纪念他而命名。

## 荣誉奖项
- 1925年：诺贝尔物理学奖
- 1951年：马克斯·普朗克奖章
- 1953年：格丁根荣誉市民
- 1955年：拉姆福德奖章
- 1964年：英国皇家学会外籍会员